# Coupe d'Algérie féminine de basket-ball
La Coupe d'Algérie féminine de basket-ball voit le jour en 1969. Elle est ouverte à tous les clubs affiliés à la fédération algérienne de basket-ball.

## Palmarès
| Édition | Saison    | Date finale                   | Vainqueur               | Score                      | Finaliste                           | Lieu                                                    |
| ------- | --------- | ----------------------------- | ----------------------- | -------------------------- | ----------------------------------- | ------------------------------------------------------- |
| 1re     | 1969-1970 |                               | RAMA Mouradia           |                            |                                     |                                                         |
| 2e      | 1972-1973 |                               | JSF Oran                |                            |                                     |                                                         |
| 3e      | 1973-1974 |                               | CRM Birkhadem           |                            |                                     |                                                         |
| 4e      | 1974-1975 |                               | CRM Birkhadem           |                            |                                     |                                                         |
| 5e      | 1975-1976 |                               | RAMA Mouradia           |                            |                                     |                                                         |
| 6e      | 1976-1977 |                               | DNC Constantine         |                            |                                     |                                                         |
| 7e      | 1978-1979 |                               | USK Alger               |                            |                                     |                                                         |
| 8e      | 1980-1981 |                               | NIAD Alger              |                            |                                     |                                                         |
| 9e      | 1982-1983 |                               | NIAD Alger              |                            |                                     |                                                         |
| 10e     | 1983-1984 | jeudi 17 mai 1984             | IRBINA Alger            | 52-45                      | USK Alger                           | Salle du Complexe sportif féminin de Ben-Aknoun         |
| 11e     | 1984-1985 | mardi 18 juin 1985            | NIAD Alger              | 70 - 26                    | MP Alger                            | Salle Harcha-Hacène, Alger                              |
| 12e     | 1985-1986 | jeudi 8 mai 1986              | USK Alger               | 60 - 43                    | IRB/ECTA Alger                      | Salle Harcha-Hacène, Alger                              |
| 13e     | 1986-1987 |                               | ASUC EPAU d'El Harrach  |                            |                                     |                                                         |
| 14e     | 1987-1988 | jeudi 30 juin 1988 à 15h 30.  | ASUC EPAU d'El Harrach  | 51-44 (21-18)              | NA Hussein Dey                      | Salle Harcha-Hacène, Alger                              |
| 15e     | 1988-1989 |                               | NA Hussein Dey          |                            |                                     |                                                         |
| 16e     | 1989-1990 | 5 juillet 1990                | NA Hussein Dey          | 59 - 55                    | USM Alger                           | Salle Harcha-Hacène, Alger                              |
| 17e     | 1990-1991 | dimanche 19 janvier 1992      | NA Hussein Dey          | 74- 52                     | USM Alger                           | Salle Harcha-Hacène, Alger                              |
| 18e     | 1991-1992 | mardi 21 juillet 1992         | Solb Riadhi Annaba      | 51-50 (30-28)              | NA Hussein Dey                      | Salle Harcha-Hacène, Alger                              |
| 19e     | 1992-1993 | jeudi 24 juin 1993 a 13h 30   | Solb Riadhi Annaba      | 50-46                      | USM Alger                           | Salle Harcha-Hacène, Alger,                             |
| 20e     | 1993-1994 | 5 juillet 1994                | ASUC EPAU d'El Harrach  | 75-72                      | USM Alger                           | Salle Harcha-Hacène, Alger                              |
| 21e     | 1994-1995 | mercredi 5 juillet 1995       | ASUC EPAU d'El Harrach  | 56-49 25-20                | MC Alger                            | Salle Harcha-Hacène, Alger                              |
| 22e     | 1995-1996 | jeudi 4 juillet 1996 a 15h    | IRB/ECT Alger           | 69 - 66                    | NA Hussein Dey                      | Salle Harcha-Hacène, Alger                              |
| 23e     | 1996-1997 | jeudi 26 juin 1997            | IRB/ECT Alger           | 73-56 26-23)               | NA Hussein Dey                      | Salle Harcha-Hacène, Alger                              |
| 24e     | 1997-1998 | vendredi 26 juin 1998 a 15h30 | OC Alger                | 77-46                      | ASUC EPAU d'El Harrach              | Salle Harcha-Hacène, Alger                              |
| 25e     | 1998-1999 | vendredi 4 juin 1999 a 17h 30 | OC Alger                | 73-45 (34-16)              | EDR Alger                           | salle Harcha-Hacène, Alger                              |
| 26e     | 1999-2000 | jeudi 25 mai 2000             | OC Alger                | 68-37 (31-17)              | RIJ Alger                           | salle Harcha-Hacène, Alger                              |
| 27e     | 2000-2001 | jeudi 21 juin 2001            | OC Alger                | 63-51 (27-27)              | MC Alger                            | salle Abdelkader Kessai de Rouiba.                      |
| 28e     | 2001-2002 |                               | OC Alger                |                            |                                     |                                                         |
| 29e     | 2002-2003 |                               | OC Alger                |                            |                                     |                                                         |
| 30e     | 2003-2004 |                               | OC Alger                |                            |                                     |                                                         |
| 31e     | 2004-2005 |                               | OC Alger                |                            |                                     |                                                         |
| 32e     | 2005-2006 |                               | AS PTT Alger            |                            |                                     |                                                         |
| 33e     | 2006-2007 |                               | OC Alger                |                            |                                     |                                                         |
| 34e     | 2007-2008 |                               | AS PTT Alger            | 67 - 41                    | MC Alger                            |                                                         |
| 35e     | 2008-2009 |                               | AS PTT Alger            | 90 - 83                    | GS pétroliers                       |                                                         |
| 36e     | 2009-2010 |                               | AS PTT Alger            | 67 - 66                    | GS pétroliers                       |                                                         |
| 37e     | 2010-2011 |                               | MC Alger                | 61 - 55                    | CR Hussein Dey                      | Salle Harcha-Hacène, Alger                              |
| 38e     | 2011-2012 |                               | MC Alger                | 75 - 65                    | OC Alger                            |                                                         |
| 39e     | 2012-2013 | 18 mai 2013                   | MC Alger                | 63 - 58                    | OC Alger                            | Salle Harcha-Hacène, Alger                              |
| 40e     | 2013-2014 | 7 juin 2014                   | OC Alger                | 75 - 47                    | USA Batna                           | Salle Harcha-Hacène, Alger                              |
| 41e     | 2014-2015 | 6 juin 2015                   | MC Alger                | 73 - 55                    | OC Alger                            | Salle omnisports de Staouéli, Staoueli                  |
| 42e     | 2015-2016 | 2 juin 2016                   | Club Marine Hussein Dey | 54 - 41                    | OC Alger                            | Salle Harcha-Hacène, Alger                              |
| 43e     | 2016-2017 | 6 juillet 2017                | Club Marine Hussein Dey | 76-50                      | JF Kouba                            | Salle Belakhder Tahar, Cheraga                          |
| 44e     | 2017-2018 | jeudi 7 juin 2018 à 00h00     | MC Alger                | 74-50 (7-17)               | Club Marine Hussein Dey             | Salle Harcha-Hacène, Alger                              |
| 45e     | 2018-2019 | dimanche 2 juin 2019 à 22h30  | Hussein Dey Marines     | 71-70 (37-35)              | GS pétroliers                       | La Coupole, Chéraga                                     |
|         | 2019-2020 | Non Joué                      | Covid - 19              | -                          | -                                   | -                                                       |
|         | 2020-2021 | Non Joué                      | Covid-19                | -                          | -                                   | -                                                       |
| 46      | 2021-2022 | vendredi 10 juin 2022         | MC Alger                | 74-47 (mi-temps : 30 - 21) | Bahriat Hussein - Dey (basket-ball) | salle harcha                                            |
| 47      | 2022-2023 | 17 juin 2023                  | MC Alger                | 45-38 (25-20)              | Nadi Cosider                        | Salle de Staouéli                                       |
| 48      | 2023-2024 | V 14 juillet 2024             | GSCosider               | 63-53                      | MCAlger                             | Salle Bentifour à Hydra ( El-Watan Dz 14-7-2024 à 12h34 |
| 49      | 2024-2025 |                               |                         |                            |                                     |                                                         |

## Bilan
| Clubs                  | Titres | Saisons                                                                      |
| ---------------------- | ------ | ---------------------------------------------------------------------------- |
| OC Alger               | 13     | 1984, 1996, 1997, 1998, 1999, 2000, 2001, 2002, 2003, 2004, 2005, 2007, 2014 |
| MC Alger               | 7      | 2011, 2012, 2013, 2015, 2018, 2022, 2023                                     |
| ASUC/EPAU d'El Harrach | 4      | 1987, 1988, 1994, 1995                                                       |
| AS PTT Alger           | 4      | 2006, 2008, 2009, 2010                                                       |
| NA Hussein Dey         | 3      | 1989, 1990, 1991                                                             |
| Niad Alger             | 3      | 1981, 1983, 1985                                                             |
| Marines Hussein Dey    | 3      | 2016, 2017, 2019                                                             |
| RAM Alger El Mouradia  | 2      | 1970, 1976                                                                   |
| CRM Birkhadem          | 2      | 1974, 1975                                                                   |
| USM Alger              | 2      | 1979, 1986                                                                   |
| SR Annaba              | 2      | 1992, 1993                                                                   |
| JSF Oran               | 1      | 1973                                                                         |
| DNC Constantine        | 1      | 1977                                                                         |
| Total : 13 clubs       | 47     | de 1969 au 2023                                                              |

## Résultats détaillés

### 1985-1986
Les quarts de finale, disputés les 17 et 18 avril 1986, sont :
- MB Skikda / NIAD Alger
- NB Tizi Ouzou / A. Annaba
- USK Alger bat MO Constantine
- IRB/ECTA Alger bat Solb Riadhi Annaba
- La finale, disputée le jeudi 8 mai 1986 dans la salle Harcha-Hacène à Alger, a vu l'USK Alger s'imposer 60-43 (mi-temps 30-17) face à l'IRB/ECTA Alger
- sources :
- El Mountakhebno 17 du dimanche 13 avril 1986, page 22.
- El Moudjahid du samedi 10 mai 1986 (supplément sport, page 2)
- El-Mountakheb no 21 du dimanche 11 mai 1986, page 15.

### 1987-1988
- Demi-Finales :

Jeudi 26 mai 1988.
- MAHussein-Dey - USKAlger (68-64)
- ASUC/EPAU El-Harrach - Solb Riyadhi Annaba (83-35)
- Source :
- El-Mountakheb no 128 du samedi 28 mai 1988, page 14.
- L'Horizon du dimanche 29 mai 1988, page 6.
- FINALE : La finale, disputée le jeudi 30 juin 1988 à 15h30 dans la salle Harcha-Hacène à Alger, a vu l'ASUC EPAU d'El Harrach s'imposer 51-44 (mi-temps 21-18) face au NA Hussein Dey :
- ASUC EPAU d'El Harrach : Habili (1), Mouda, Tamoud, Guerrim, Habili (2), Dadaki, Soussi, Aroudj, Slimani, Khial, Aknouche.
- Entraineur : Naramouni.
- NA Hussein Dey : Benmessbah, Laaroui, Flissi, Aboud, Azoug, Mehgoul Karima, Mehgoul Saliha, Bouteldja, Merzekane. * Entraineur : Benmessbah Sakina.
- Arbitrage : MM. Boulounoar et Haddad.
- Source :
- El Mountakheb, numéro 133 du samedi 2 juillet 1988 page 12

### 1989-1990
- La finale, s'est été jouée le jeudi 5 juillet 1990 à Alger dans la salle Harcha-Hacène, le NA Hussein Dey bat l'USM Alger 59 à 55 : mi-temps (40 à 25).
- NA Hussein Dey ; Dalioui, Benmesbah (10 pts), Aboud (4 pts), Belberouche (4 pts), Bouteldja, Mahgoui, Laroui (15 pts), Tamoud (23 pts), Slimani (13 pts). Guebli (10 pts). * Manager : Madame Sakina Benmessbah  * DTS  : son époux, El Hadi Benmesbah.
- USM Alger : Habili (19 pts), Aroudj (14 pts), Kaouah, Zekkar, Azzi (5 pts), Yahiaoui (4 pts), Abib (8 pts), Madani.N (3 pts), Madani.S (2 pts), Sellou. Entraineur : Ghezal Mohamed Sellou.
- Affluence moyenne. Arbitrage : MM. Chachoua et Malki.
- source : Horizons Algérie du dimanche 8 juillet 1990, page 5. * El-Hadef  N° 902 du dimanche 10 juillet 1990 page 16.

### 1990-1991
- Quarts de Finale :-
- Date :- jeudi 25  et vendredi 26 avril 1991.
- jeudi 25 avril 1991 au stade Sonalgaz a Alger (16h00) :- IRBina Alger - ASUC- EPAU El-Harrach (55-53)
- jeudi  25 avril 1991 au stade Sonalgaz a Alger (17h30) :- NA Hussein-Dey - MC Alger 67-64)
- Vendredi 26 avril 1991 au stade Sonalgaz a Alger  (10h00) :- ASUC Sétif - J Tizi Ouzou 27-31)
- vendredi 26 avril 1991 a Annaba (10h00)  :- USMAlger - ASPTT Constantine (non parvenu).
- Source [17]                          * [18].
- Demi-Finales :-
- Date :- .. / ../ 1991.
- USM Alger / adversaire inconnu !
- NA Hussein-Dey  - adversaire inconnu !
- Finale :-
- Date :- dimanche 19 janvier 1992.
- Lieu :- salle Harcha-Hacène, Alger.
- Équipes : - NA Hussein-Dey bat USM Alger (74 à 52).

### 1992-1993
- Demi-Finales :
- jeudi 3 juin 1993 à 18h00 :
- a Sétif : SR Annaba - NA Hussein-Dey (.-.)
- Vendredi 4 juin 1993 à 11h00 :
- a Chlef : USM Alger - MC Oran (.-.)
- Source :
- Al-Massaa du jeudi 3 juin 1993, page 16.

### 1993-1994
- Huitiémes de Finale : -
- jeudi 24 et vendredi 25 mars 1994 : -
- MC Alger bat Université Blida (Forfait)
- IRBina Alger bat SR Annaba  (Détenteur du trophée)  46 à 45.
- WB Skikda bat Université Sétif  (78 à 40)
- Epau El-Harrach bat Nadi Al-khadamet Al-Idjtimaiya Batna (81 à 35)
- Ittihad Bel-Abbès bat Barid Constantine par forfait.
- ARBEA (El-Jazair el-Wosta (Alger-centre) battu Ittihad Al-jazaier (42 à 67).
- Jamiyat El-Harrach battu NA Hussein-Dey (36 à 85).
- MTB Alger WABoufarik  (45 à 58) ap.
- Source : -
- El-Djemhouria N° 9766 du lundi 28 mars 1994 page 21.
- El-Mountakheb N° 427 du samedi 26 mars 1994 page 14.

### 1996-1997
- Quarts de Finale :
- MC Alger - EST 1
- NAHD - BEC
- ECT Alger - EST 2
- EDR - RIJ Alger
- Source :
- le programme des 1/4 de finale féminin paru sur Le Matin N° 1590 du samedi 26 avril 1997 page 21.

### 1997-1998
- Demi-Finales :
- OC Alger - MC Alger
- ASUC/ EPAU El-Harrach -
- les matches sont programmés les 21 et 22 mai 1998.
- Finale :
- 26 juin 1998 à 15h30 : (salle Harcha-Hacène, Alger).
- OCAlger (77-46) ASUC/ EPAU El-Harrach.

### 2014-2015
GS Pétroliers vs OC Alger (73-55) 
Salle Omnisports, Staouéli
Compositions des équipes
- GS Pétroliers : Radia Fenaz, Nesrine Talbi, Ikbel Chenaf, Amina Boukerma, Badia Kellal, Nadia Isli, Lilia Refas, Lilia Tlemcani, Shahnez Boushaki, Thete Itumba.
- Entraîneurs : Yacine Bellal - Abdelhadi Messaoudi
- OC Alger : Hind Belhouchet, Kenza Sghier Ouali, Kenza Gueroumi, Lamia Boudjrima, Meriem Guechi, Sabrina Sadaki, Soulef Necib, Whitney Houston, Nesrine Trabelsi, Narimane Rouabah.
- Entraîneurs : Djamel Khelifa - Taoufik Chebani.
- Arbitres : Saadi-Ouldache-Larouci